# 紀北町図書館
紀北町図書館（きほくちょうとしょかん）は、三重県北牟婁郡紀北町が設置する公立図書館。紀伊長島図書室と海山図書室からなる。

## 利用案内
- 開館時間：9時から18時まで
  - 土日は17時まで（ただし12時から13時は休館）
- 休館日：月曜日、祝日、年末年始
- 貸出制限：紀北町に居住・通勤している者。
- 貸出可能冊数：各館5冊
  - ただし『広報きほく』掲載の新着図書は2冊まで。
- 貸出可能期間：貸出当日を含め15日間
  - 1回に限り、延長が可能。
- 予約、町内の他室からの取り寄せ可能。

## 歴史
紀北町は2005年（平成17年）1月11日に紀伊長島町と海山町が新設合併（対等合併）して発足した。紀伊長島町、海山町ともに図書館法に基づく図書館を開設しておらず、紀伊長島町から多目的会館図書室を、海山町から町民センター図書室と児童図書館を引き継いで運営を開始した。この1館2室は各々が独立して運営され、インターネットからの蔵書検索や予約などはできなかった。
2013年（平成25年）10月1日に紀北町図書館システムが稼働し、インターネットによる蔵書検索や予約が可能になり、町内の他館・他室所蔵の図書を任意の館・室に取り寄せることも可能になった。同時に三重県図書館情報ネットワークに加入したため、三重県立図書館をはじめとする同ネットワークに加入する図書館の蔵書を取り寄せることができるようになった。一方、従来の図書利用カードは使用できなくなり、紀北町図書カードを新規に発行する必要が生じた。
2016年（平成28年）12月6日、紀北町議会に図書館条例を制定するための関連議案が上程された。これに伴い、多目的会館図書室を紀伊長島図書室、町民センター図書室を海山図書室、児童図書館を児童図書室に改称、紀伊長島図書室は2017年（平成29年）3月に紀北町振興会館へ移転する見通しであることが中日新聞で報道された。そして2017年（平成29年）2月26日に多目的会館図書室が移転のために一旦休館となり、同年3月11日に紀伊長島図書室として開室した。同時に町民センター図書室が海山図書室に、児童図書館が児童図書室に改称した。
2020年（令和2年）7月31日をもって紀北町町民センターが閉館することになったため、8月1日より海山図書室は休室となり、児童図書室が海山図書室の機能を代行することになった。児童図書室も2021年（令和3年）9月1日から移転作業のため休室し、10月9日に紀北町生涯学習センター内で、海山図書室と児童図書室を統合した新しい海山図書室が開室した。

### 児童図書室（1995-2021）
紀北町児童図書室は、三重県北牟婁郡紀北町相賀379番地1の紀北教育会館1階（北緯34度6分36.3秒 東経136度13分36.8秒 / 北緯34.110083度 東経136.226889度）にあった図書室である。最寄駅のJR紀勢本線相賀駅から徒歩約3分の位置にある紀北教育会館は1995年（平成7年）11月に竣工した鉄筋コンクリート構造2階建ての施設で、新耐震基準に沿って建設された。ISILはJP-1007267であった。駐車場は33台。2016年（平成28年）12月の紀北町議会で、児童図書館から児童図書室に改称することが決定し、2017年（平成29年）3月11日に児童図書室に改称された。2020年（令和2年）8月1日に海山図書室が休室となったため、児童図書室で一般向けの新刊書を貸し出すなど、海山図書室の機能を代行した。移転作業のため、2021年（令和3年）9月1日に、情報学習室とともに休室し、10月9日の移転再開時には海山図書室へ統合される形となった。
図書室の床面積は66m2であり、読み聞かせを行う場合は隣接する30m2の情報学習室を利用していた。嘱託職員として図書館司書1名を配置していた。2015年（平成27年）3月31日時点の蔵書数は4,673冊で大半が児童書、紙芝居、絵本であった。2014年（平成26年）度の利用者数3,243人のうち、小学生以下は2,340人と7割以上を占め、貸出冊数は3,908冊であった。親子でのんびりと読書を楽しめる空間作りを心がけていた。

## 紀伊長島図書室

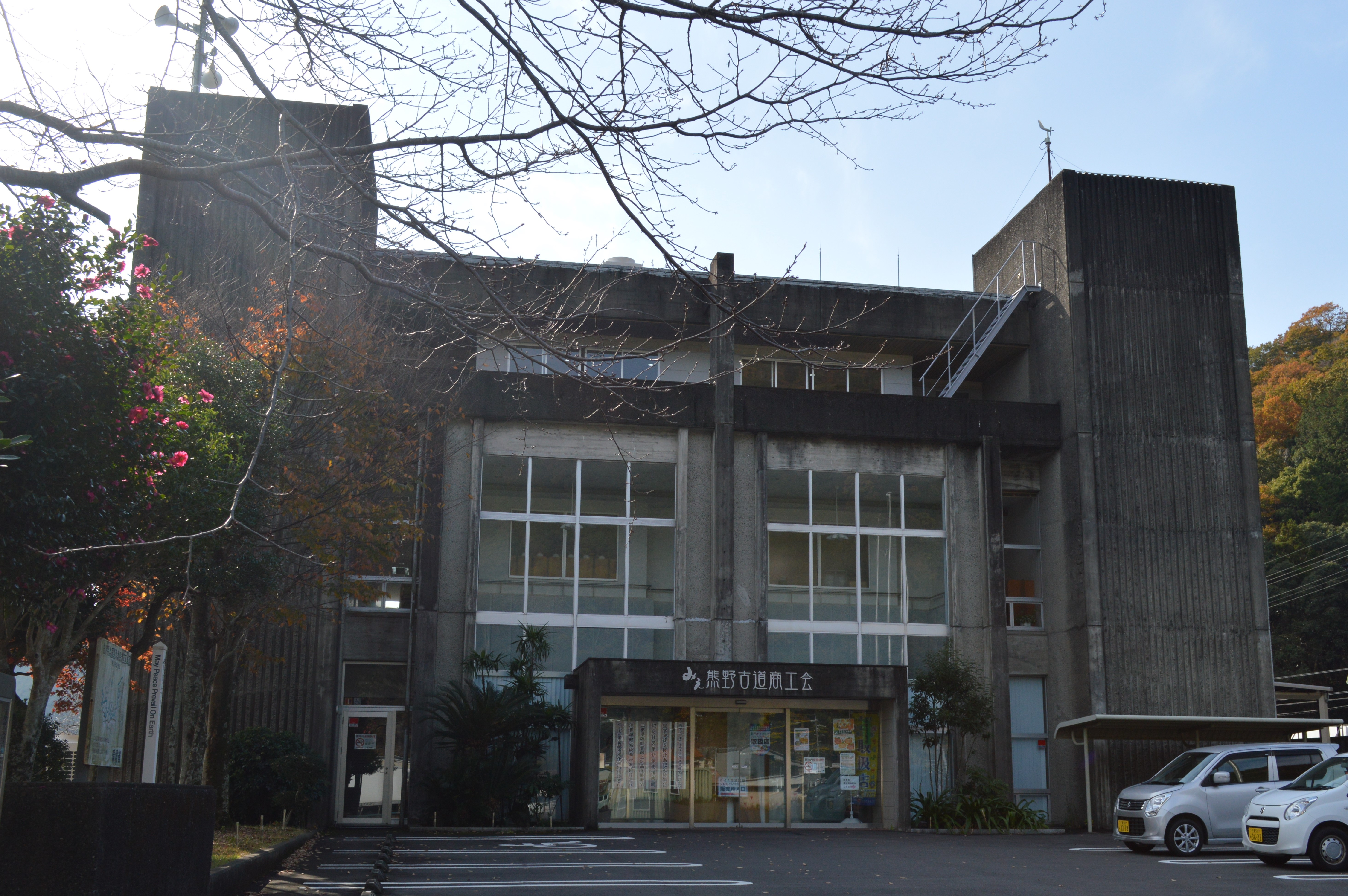
紀北町地域振興会館

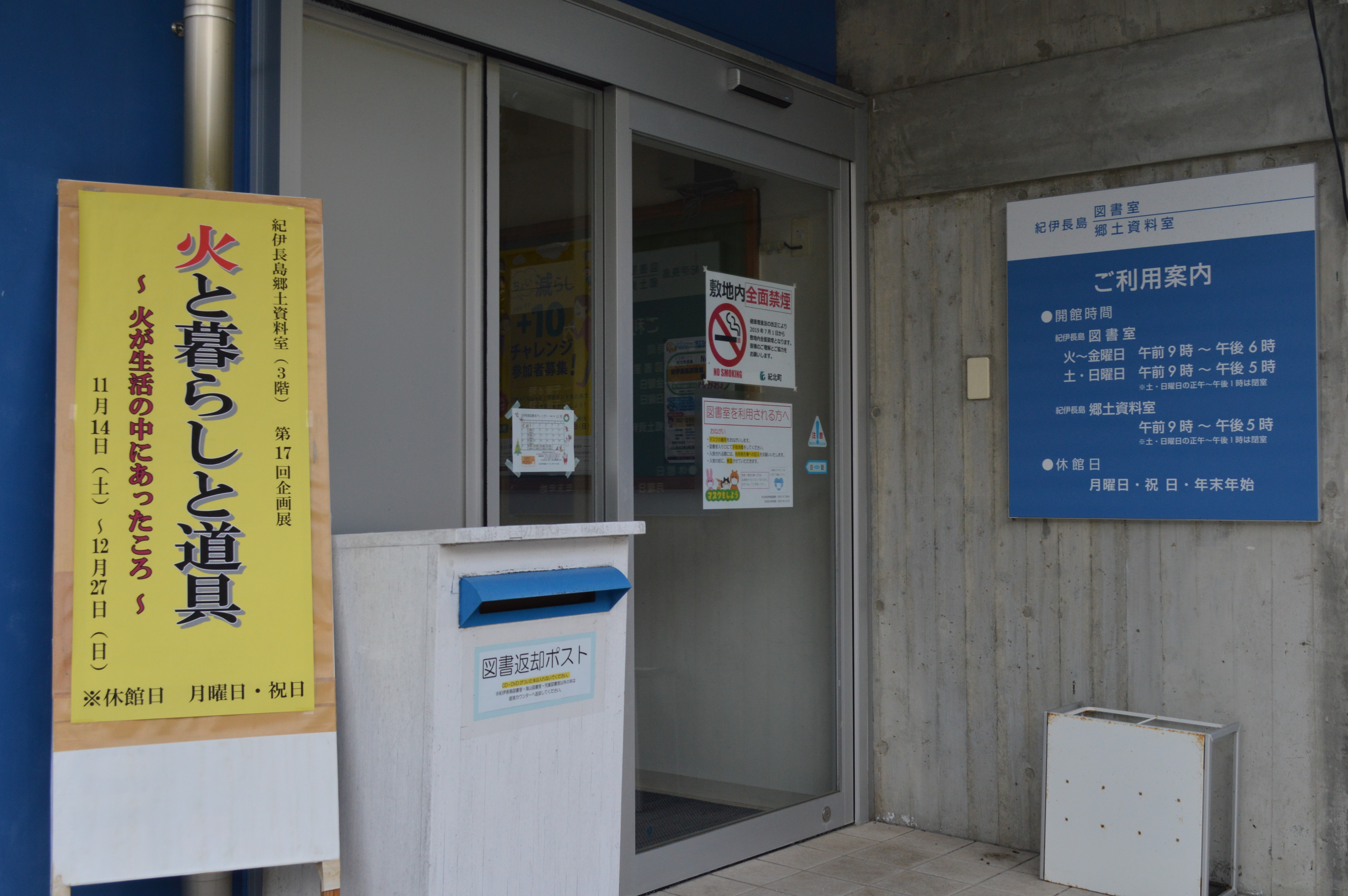
紀伊長島図書室の入口

紀北町紀伊長島図書室（きほくちょうきいながしまとしょしつ）は、三重県北牟婁郡紀北町長島2141番地の紀北町地域振興会館2階（北緯34度11分55.4秒 東経136度19分38.0秒 / 北緯34.198722度 東経136.327222度）にある図書室である。ISILはJP-1007265。紀北町地域振興会館は旧紀伊長島総合支所であり、2階に図書室、3階に紀北町郷土資料室を設置している。2017年（平成29年）2月26日まで紀北町多目的会館にあり、紀北町多目的会館図書室と称していた。三重県図書館協会の施設会員になっている。
図書室のある紀北町地域振興会館2階の床面積は567m2である。紀北町多目的会館図書室時代の2015年（平成27年）3月31日現在の蔵書数は19,013冊、2014年（平成26年）度現在の利用者数は6,709人、貸出冊数は13,960冊であった。漁業の盛んな地域であることから、水産業に関する資料や魚類図鑑を充実させている。

### 紀伊長島図書室の歴史
紀北町多目的会館は1981年（昭和56年）4月9日に竣工した鉄骨構造3階建ての施設で、2階に多目的会館図書室があり、紀伊長島公民館を併設していた。この施設は「農業構造改善村落特別対策事業」の一環で建設され、農家のために建てられたものであったが、農業とは関係のない一般の町民の社会教育や文化活動の場としても活用された。2階の図書室は当時町民の間で「町に図書館を」という運動に応えるものとなった、という記述が『紀伊長島史』にあるが、開館時点の蔵書は公民館から引き継いだ一般書100冊、児童書400冊しかなかった。そこで図書充実委員会を立ち上げて町民への募金活動を展開し、図書の寄贈を受けて所蔵冊数を増やしていった。
多目的会館は耐震基準を満たしていない上、老朽化が進行し、図書室部分の床面積は和室部分35m2を含めて145m2と狭く、書架の間隔が75cmほどで利用者間がすれ違えず、書架の余裕や学習・閲覧スペースがないなどの問題が山積していた。そこで紀北町では、2007年（平成19年）に耐震工事が完了している紀北町地域振興会館（旧・紀北町紀伊長島総合支所）2階への移転を計画した。新図書室の面積は567m2で、一般書架15,000冊以上、児童書架6,000冊以上、絵本書架3,000冊以上、AV書架150点以上を目標に掲げた。2016年（平成28年）12月の紀北町議会で、2017年（平成29年）3月に紀北町地域振興会館へ移転、紀伊長島図書室に改称することが決定した。2016年（平成28年）12月、「年末年始に役立つ本」のコーナーを開設した。なお図書室には嘱託職員として図書館司書1名を配置していた。
そして2017年（平成29年）2月26日に多目的会館図書室が移転のために一旦休館となり、同年3月11日に紀北町地域振興会館へ移転し、紀伊長島図書室として再開した。同日に紀伊長島資料室も開室し、両施設の開室記念式典が12時45分から挙行された。新図書室は書架を低く通路を広くし、学習スペースも設置した。

## 海山図書室
紀北町海山図書室（きほくちょうみやまとしょしつ）は、三重県北牟婁郡紀北町相賀488番地1の紀北町生涯学習センター（北緯34度06分36.72秒 東経136度13分47.51秒 / 北緯34.1102000度 東経136.2298639度）にある図書室である。紀北町立潮南中学校に隣接して建つ。2020年（令和2年）に休室するまでは、紀北町町民センターにあった。
郷土史に関する資料を重点的に収集している。

### 海山図書室の歴史

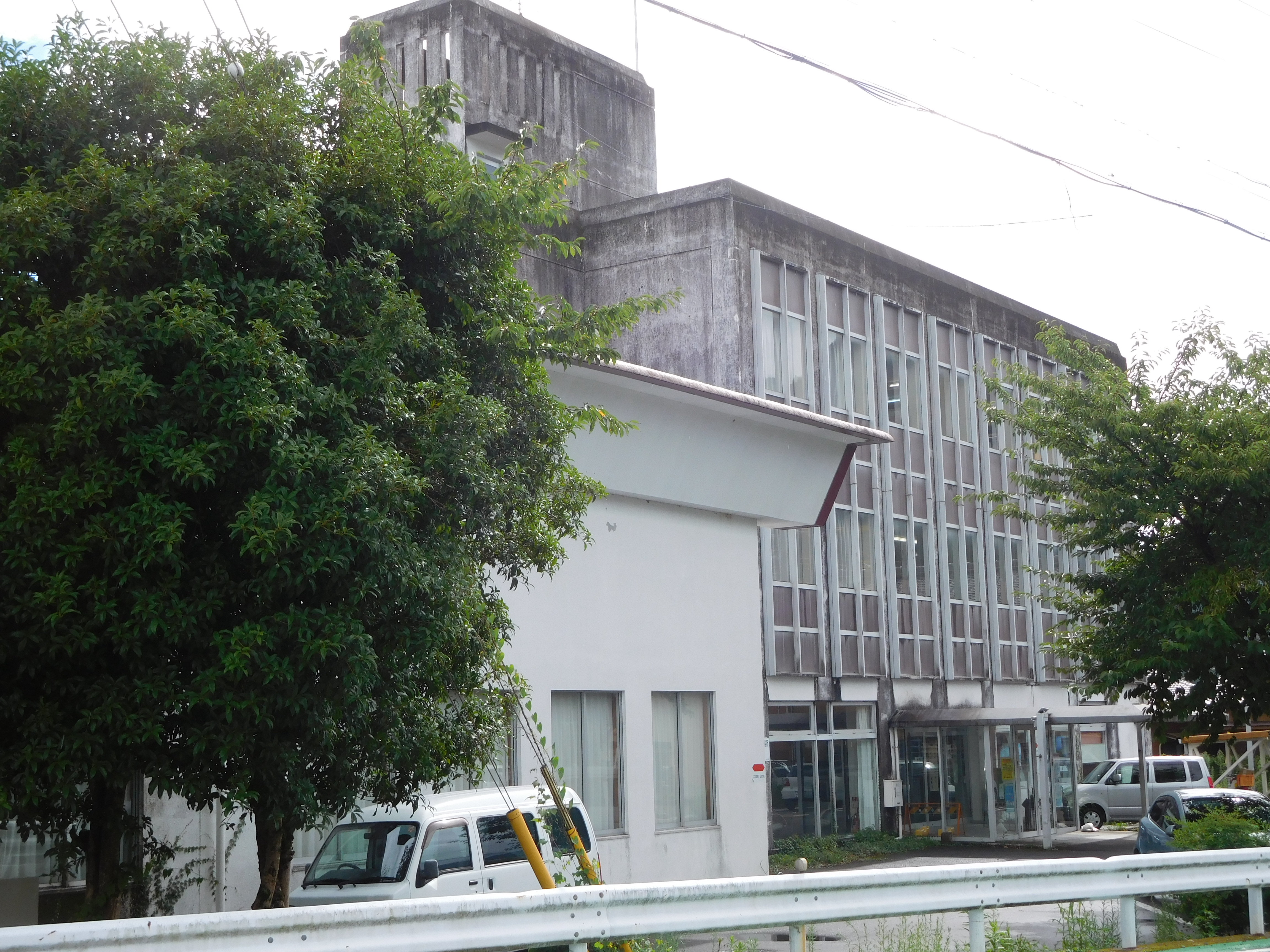
旧・海山図書室のあった紀北町町民センター（2021年3月に解体、現存せず）

1975年（昭和50年）4月に海山町町民センターの図書室として開室した。町民センターは鉄筋コンクリート構造3階建ての施設であり、海山町相賀513番地（北緯34度6分30.8秒 東経136度13分52.4秒 / 北緯34.108556度 東経136.231222度）にあった。2007年（平成19年）に耐震工事を行い、2014年（平成26年）に改修工事を完了した。紀伊長島町との合併により、海山町町民センターは紀北町町民センターに改称した。町民センターは最寄駅のJR紀勢本線相賀駅から徒歩約10分または紀北町いこかバス「海山総合支所」バス停から徒歩約1分の位置にあり、駐車場は10台分あった。
2014年（平成26年）までは、図書室は町民センターの3階部分のみであったが、2階を使用していた紀北町役場の部署が移転して空き部屋になったことから、2階も図書室に充当された。図書室の床面積は書庫を含めて350m2であり、各階175m2となっていた。2014年（平成26年）2月に改装を終えて再開館、2階は高さ1.6mの書架で子供や高齢者が使いやすくし、3階に11席の学習スペースを設置した。2015年（平成27年）3月31日時点の蔵書数は22,642冊、2014年（平成26年）度の利用者数は3,816人、貸出冊数は5,670冊であった。嘱託職員として図書館司書1名を配置していた。
2016年（平成28年）12月の紀北町議会で、海山図書室に改称することが決定し、2017年（平成29年）3月11日に海山図書室に改称された。
紀北町町民センターの閉館に伴い、2020年（令和2年）8月1日より休室となり、児童図書室が海山図書室の機能を代行した。2021年（令和3年）10月9日14時に、児童図書室の機能を統合し、紀北町生涯学習センター（旧・老人福祉センター）に海山図書室が移転開室した。